# 佐伯亮
佐伯 亮（さえき りょう、1979年4月20日 - ）は社会人野球の選手（ポジションは捕手）である。Honda所属。173cm、68kg。背番号23。右投げ右打ち。

## 人物・来歴
広陵高等学校から東都大学野球の立正大学を経てホンダに入社。同期入社には高校・大学で華々しい活躍を見せていた衣川隆夫がいたため当初はあまり目立たない存在だったが、その後衣川との激しいポジション争いを制し、ホンダの正捕手の座を勝ち取った。
2005年からは社会人野球アマ日本代表にも選出されるなど、チームの司令塔としての役割を果たしている。

## 球歴
広陵高等学校（1995年〜1997年）→立正大学（1998年〜2001年）→Honda（2002年〜）

## 日本代表キャリア
- 第23回アジア野球選手権大会日本代表（2005年）
- 第36回IBAFワールドカップ日本代表（2005年）
- 第37回IBAFワールドカップ日本代表（2007年）
- 第38回IBAFワールドカップ日本代表（2009年）
- 第16回アジア競技大会野球日本代表（2010年）

## 主なタイトル・表彰
- 社会人ベストナイン（捕手・2009年）